# 리비아 (신화)
리비아(Libya)는 그리스 신화에 나오는 벨로스와 아게노르의 어머니이다. 아버지는 제우스와 이오의 아들인 이집트 왕 에파포스이고, 어머니는 나일강의 신이 낳은 멤피스이다. 리시아나사의 자매이다. 바다의 신 포세이돈과 정을 통하여 벨로스와 아게노르 쌍둥이 형제를 비롯하여 에티오피아 왕이 된 케페우스를 낳았다. 
벨로스는 아시리아와 아라비아, 이집트, 리비아 등지를 포함하는 왕국을 다스렸고, 아게노르는 페니키아의 왕이 되었다. 가문이 번창하여 벨로스의 자손들은 그리스를 비롯하여 페르시아, 아라비아 등지의 여러 왕가의 조상이 되었다. 오늘날 북아프리카 중부에 있는 리비아의 나라 이름은 그녀의 이름에서 유래한 것이다.